# اروین زلازنی
اروین زلازنی (انگلیسی: Erwin Zelazny؛ زادهٔ ۲۲ سپتامبر ۱۹۹۱) بازیکن فوتبال اهل فرانسه است.
از باشگاه‌هایی که در آن بازی کرده‌است می‌توان به باشگاه فوتبال نانت و باشگاه فوتبال کان اشاره کرد.